# Besançon
Besançon là tỉnh lỵ của tỉnh Doubs, thuộc vùng hành chính Franche-Comté của nước Pháp, có dân số là 122.308 người (thời điểm 2005).

## Khí hậu
| Dữ liệu khí hậu của Besançon             | Dữ liệu khí hậu của Besançon | Dữ liệu khí hậu của Besançon | Dữ liệu khí hậu của Besançon | Dữ liệu khí hậu của Besançon | Dữ liệu khí hậu của Besançon | Dữ liệu khí hậu của Besançon | Dữ liệu khí hậu của Besançon | Dữ liệu khí hậu của Besançon | Dữ liệu khí hậu của Besançon | Dữ liệu khí hậu của Besançon | Dữ liệu khí hậu của Besançon | Dữ liệu khí hậu của Besançon | Dữ liệu khí hậu của Besançon |
| Tháng                                    | 1                            | 2                            | 3                            | 4                            | 5                            | 6                            | 7                            | 8                            | 9                            | 10                           | 11                           | 12                           | Năm                          |
| ---------------------------------------- | ---------------------------- | ---------------------------- | ---------------------------- | ---------------------------- | ---------------------------- | ---------------------------- | ---------------------------- | ---------------------------- | ---------------------------- | ---------------------------- | ---------------------------- | ---------------------------- | ---------------------------- |
| Cao kỉ lục °C (°F)                       | 16.8 (62.2)                  | 21.7 (71.1)                  | 24.8 (76.6)                  | 29.1 (84.4)                  | 32.2 (90.0)                  | 35.8 (96.4)                  | 40.3 (104.5)                 | 38.3 (100.9)                 | 34.6 (94.3)                  | 30.1 (86.2)                  | 23.0 (73.4)                  | 20.8 (69.4)                  | 40.3 (104.5)                 |
| Trung bình ngày tối đa °C (°F)           | 5.2 (41.4)                   | 7.0 (44.6)                   | 11.4 (52.5)                  | 15.2 (59.4)                  | 19.5 (67.1)                  | 22.8 (73.0)                  | 25.3 (77.5)                  | 25.0 (77.0)                  | 20.7 (69.3)                  | 16.0 (60.8)                  | 9.5 (49.1)                   | 5.7 (42.3)                   | 15.3 (59.5)                  |
| Trung bình ngày °C (°F)                  | 2.3 (36.1)                   | 3.4 (38.1)                   | 7.0 (44.6)                   | 10.2 (50.4)                  | 14.4 (57.9)                  | 17.6 (63.7)                  | 19.9 (67.8)                  | 19.5 (67.1)                  | 15.8 (60.4)                  | 11.8 (53.2)                  | 6.2 (43.2)                   | 3.1 (37.6)                   | 11.0 (51.8)                  |
| Tối thiểu trung bình ngày °C (°F)        | −0.7 (30.7)                  | −0.2 (31.6)                  | 2.7 (36.9)                   | 5.2 (41.4)                   | 9.3 (48.7)                   | 12.4 (54.3)                  | 14.5 (58.1)                  | 14.1 (57.4)                  | 10.9 (51.6)                  | 7.6 (45.7)                   | 2.9 (37.2)                   | 0.4 (32.7)                   | 6.6 (43.9)                   |
| Thấp kỉ lục °C (°F)                      | −20.7 (−5.3)                 | −20.6 (−5.1)                 | −14.0 (6.8)                  | −5.2 (22.6)                  | −2.4 (27.7)                  | 2.1 (35.8)                   | 4.5 (40.1)                   | 3.4 (38.1)                   | −0.1 (31.8)                  | −6.1 (21.0)                  | −11.3 (11.7)                 | −19.3 (−2.7)                 | −20.7 (−5.3)                 |
| Lượng Giáng thủy trung bình mm (inches)  | 86.3 (3.40)                  | 79.7 (3.14)                  | 92.0 (3.62)                  | 94.2 (3.71)                  | 114.8 (4.52)                 | 101.5 (4.00)                 | 90.0 (3.54)                  | 91.9 (3.62)                  | 107.2 (4.22)                 | 115.7 (4.56)                 | 104.5 (4.11)                 | 109.2 (4.30)                 | 1.187 (46.73)                |
| Số ngày giáng thủy trung bình (≥ 1.0 mm) | 13.0                         | 11.6                         | 12.1                         | 11.5                         | 13.4                         | 11.1                         | 10.2                         | 10.0                         | 9.8                          | 12.5                         | 12.6                         | 13.4                         | 141.0                        |
| Độ ẩm tương đối trung bình (%)           | 87                           | 82                           | 77                           | 74                           | 77                           | 77                           | 75                           | 78                           | 82                           | 87                           | 87                           | 88                           | 81                           |
| Số giờ nắng trung bình tháng             | 75.1                         | 95.5                         | 142.1                        | 176.1                        | 206.6                        | 230.4                        | 244.1                        | 232.3                        | 175.8                        | 132.6                        | 72.7                         | 53.0                         | 1.836,4                      |
| Nguồn 1: Meteo France                    |                              |                              |                              |                              |                              |                              |                              |                              |                              |                              |                              |                              |                              |
| Nguồn 2: Infoclimat.fr                   |                              |                              |                              |                              |                              |                              |                              |                              |                              |                              |                              |                              |                              |

## Các thành phố kết nghĩa
- Tver (Nga)
- Freiburg im Breisgau (Đức)
- Kuopio (Phần Lan)
- Huddersfield - Kirklees (Anh)
- Bielsko-Biala (Ba Lan)
- Neuchâtel (Thụy Sĩ)
- Bistriţa (România)
- Pavia (Ý)
- Hadera (Israel)
- Douroula (Burkina Faso)
- Man (Côte d'Ivoire)
- Charlottesville - Virginia (Hoa Kỳ)

## Những người con của thành phố
- John Acton, thủ tướng của Napoli (Naples) dưới thời của vua Ferdinand IV của Naples
- Tristan Bernard (1866–1947) – nhà báo
- Hilaire de Chardonnet (1838–1924) – nhà phát minh tơ nhân tạo
- Charles Fourier (1772–1837)
- Claude Goudimel (1510–1572) – nhạc sĩ
- Antoine Perrenot de Granvelle (1517–1586) – hồng y giáo chủ, nhà ngoại giao, cố vấn của Carl V, Napoli
- Victor Hugo (1802–1885) – nhà văn
- Auguste Lumière (1862–1954) và Louis Lumière (1864–1948) – nhà phát minh kỹ thuật chiếu phim
- Charles Nodier (1780–1844) – nhà văn
- Pierre-Joseph Proudhon (1809–1865) – nhà báo (Le Peuple)
- Jean Claude Eugène Péclet – nhà vật lý học
- Louis-Jean Résal (1854–1920) – kỹ sư, người xây dựng cầu Mirabeau và cầu Alexandre-III ở Paris